# 박영희 (작가)
박영희(朴英熙, 일본식 이름: 芳村香道 요시무라 고도[*], 1901년 12월 20일 ~ 1950년)는 일제 강점기 조선의 친일 사회주의 성향 문학평론가, 시인, 소설가, 언론인이다.
주로 그는 시인으로 문학 활동을 하였으며 1920년대 대표적인 카프 문학가로 활동했지만 1933년 카프에서 탈퇴, 이후 순수 문학과 예술주의로 방향을 전환했다. 일제강점기 말기 중일 전쟁 발발과 함께 사상 전향을 발표하고 친일 문학가로 변절했다. 호는 회월(懷月), 송은(松隱), 본명은 박거복(朴巨福)이며, 본관은 밀양이다.

## 생애

### 출생과 성장
1901년 12월 20일 한성부에서 태어났다. 공옥(功玉) 소학교 졸업 후, 배재고등보통학교로 진학하였다. 1919년 3월 5일 배재고등보통학교 학생들의 만세운동 때 함께 체포되었으나 훈계 방면되었다.
배재고등보통학교 재학 중 나도향, 안석주, 김복진, 김기진과는 만나 친교를 맺었다. 그 가운데, 김기진은 동창으로 뒷날 카프에서 함께 활동한다.
1920년 3월 배재고보를 수료한 뒤 일본 도쿄의 세이소쿠 영어학교에 입학하여 수학했다. 6월, 최승일, 나도향 등과 《신청년》을 발간, 《목동의 적(笛)》이란 시를 실었다. 이듬 해 1921년 귀국했다.

### 문단 등단과 낭만주의 문학
일본 유학을 마치고 1921년 귀국한 뒤, 박종화, 황석우 등과 함께 한국 최초의 시 동인지 《장미촌》을 발행하며 창간호에 〈적(笛)의 비곡(悲曲)〉, 〈과거의 왕국〉을 발표하여 등단했다. 같은 해 《신청년》에 동인으로 참가했고, 1922년에는 《백조》 동인으로 활동하면서 감상적인 내용을 담은 낭만주의적 시를 썼다.
'병적 낭만주의'라는 평가를 받았을 만큼 현실 도피적이고 유약한 감상에 도취된 〈월광으로 짠 병실〉이 이 시기의 대표작이다.

### 카프 결성과 경향파 문학
1923년 김기진과 함께 파스큘라를 결성하고 《개벽》에 입사한 후로 사회주의 사상을 받아들여 서구식 낭만주의풍의 작품 경향에도 변화가 왔다. 도쿄에 유학한 친구 김기진이 일본에서 유행한 프로문학에 먼저 입문하면서 박영희의 감상적 낭만주의를 강력히 비판한 뒤, 두 사람은 의기투합하여 《백조》를 와해시키고 프로문학을 한국에 소개했다.
파스큘라는 1925년 염군사와의 통합을 통해 카프로 발전하였으며, 박영희는 카프 창립부터 지도적인 위치를 맡았다. 이 시기부터는 시 창작보다는 소설과 평론 작업으로 관심도 옮겨갔다. 1925년 발표한 단편소설 〈사냥개〉는 박영희의 의식 변화를 극명하게 보여준다. 부도덕하고 인색한 지주인 구두쇠 노인이 기르던 사냥개에게 물려 죽는다는 줄거리의 〈사냥개〉는 우화적 수법으로 쓴 신경향파 소설로, 이기영의 〈쥐 이야기〉, 김기진의 〈붉은 쥐〉와 유사하게 동물을 등장시키고 있다.
1926년 프로문학 반대 진영의 대표적 작가인 염상섭을 비판하는 글을 발표하였고, 그해 말부터는 김기진과 계급문학과 카프의 노선을 놓고 내용과 형식 중 어떤 것을 우선시할 것이냐는 유명한 논쟁을 벌였다. 김기진이 다소 유화적인 입장으로 포괄적 계급문학을 주창한데 반하여 박영희는 강경 노선을 택하여 이데올로기 우선을 내세웠다. 역시 강경파인 임화가 박영희 편에 가세하고 김기진을 공박했고, 이어진 아나키즘 논쟁을 거쳐 김화산 등 아나키스트 분파를 제명하면서 카프의 제1차 방향 전환이 일어났다.

### 신간회 활동과 카프 문학에 대한 회의
1927년에는 신간회에 가입해 활동했다. 박영희는 신간회의 활동이 활성화 됨에 따라 기존의 계급 운동, 즉 인텔리 계층에 국한된 기존의 계급문학운동에 반성하고 실천적 노력이 부족했음을 자인하게 된다. 즉 대중적 조직과 기반 조성을 효과적으로 수행하지 못하고 추상적인 이념 논쟁을 거듭했다는 비판을 스스로 내렸던 셈이다. 이를 확인한 박영희는 '목적의식론'을 주창하며 계급의식의 추종에 얽매일 것이 아니라 실천적 구체성을 획득해야 함을 강조했다.
이러한 목적의식론'이 제기되자 카프 내부에서는 심각한 갈등이 야기되었다. 1927년 이후 카프는 경성 지부(박영희 등)와 동경 지부(이북만, 임화 및 제3전선파) 사이에서 논쟁이 일어났다. 논쟁의 쟁점 대부분은 '계급문학운동의 방향 전환과 그 실천방향'에 대한 것이 주류였다. 요점은 '계급문학운동이 대중적 정치 투쟁의 전면에 나설 것인가 말 것인가'하는 것이었다. 박영희와 경성지부는 '의식 투쟁으로 그 한계를 정해둔 것'을 주창한 반면, 이와 반대로 이북만 및 동경지부에서는 정치적 진출과 대중 투쟁을 중시하였다. 그리고 그 동안 카프는 질적으로는 성장하지 못하였으나 양적으로는 성장해서 전국에 지부를 결성하고 조직을 확대하게 된다.
1928년 2월과 7월에 공산당 검거 사건이 일어나게 된다. 각각 3차, 4차 공산당 사건이라 불리는데 이 두 차례의 검거 사건으로 모든 사회 운동은 위축되고 만다. 심지어 '민족 단일당'이라고 불리던 신간회조차도 주도적인 위치를 점하고 있던 공산당원들의 검거로 활력을 잃게 되었다. 그리고 동년 12월, 코민테른 집행위원회 서기국에서는 조선공산당의 재조직에 대한 결정서를 채택하였다. 나중에 이것을 '12월 테제'라고 한다.
그리고 이 '12월 테제'에 카프의 동경 지부가 반응하면서 박영희 등이 결정하고 있던 신간회 노선 지지로부터 이탈하기 시작한다. 공산당이 힘을 잃어 민족 개량주의자들이 주도권을 잡고 있는 신간회를 지지할 수 없다는 이유였다. 이들은 1929년 5월, 독자적으로 《무산자사》(無産者社)라는 출판사를 설립하고 정치 투쟁을 적극적으로 전개하기 시작한다. 그리고 1929년 11월에 카프 동경 지부 해체를 정식으로 발표하게 된다. 이들이 외치는 것은 예술운동의 볼셰비키화론이었다. 이때부터 박영희는 카프에서의 입지가 점차 약화되어갔고, 박영희 자신은 카프에 회의를 품기 시작했다.

1934년 1월 2일자 동아일보. 박영희가 기고한 글로 카프 탈퇴 선언 및 공개 전향 선언을 했다.

카프도 박영희의 손에서 떠나 무산자사를 세운 기존 동경지부의 주장대로 변해가기 시작한다. 먼저 신간회가 1931년에 해체되었고 평양 등에서 파업을 선동하여 노동 계급의 조직과 투쟁 역량을 확대시킨다. 그리고 공산당 재건 운동의 기반으로 변하기 시작한다. 그리고 이 상황을 일본 경찰이 주목하기 시작한다. 1931년 5월, 신간회 본부가 해체될 때 경성지부 해소위원장을 맡았다는 이유로 6월 종로경찰서에 구속되었다.(제1차 카프 검거 사건)

### 전향과 순수 문학
1931년 제1차 카프 검거 사건으로 수감되었다가 이듬해 봄 불기소 처분으로 풀려나 석방되었다. 이후 카프의 좌경향에 회의를 품던 중 1933년 12월 10일 카프를 탈퇴했다. 그리고 박영희는 이듬해 1934년 1월 2일, 《동아일보》에 《최근 문예이론의 신전개와 그 경향》이라는 사설을 기고하여 공개적으로 카프 탈퇴 선언과 전향 선언을 발표하고 "얻은 것은 이데올로기요 잃은 것은 예술"이라는 유명한 문구를 남겼다.
이후 극단 신건설 창립을 계기로 1935년 5월 20일 제2차 카프 검거 사건 이 발생하면서 체포되어 약 1년가량 전주형무소에 수감되어 있었다. 출옥한 뒤에도 사상범으로 보호관찰소에 수용되어 감시를 받았으며, 순수 문학과 예술주의로 방향을 전환했다. 이 시기의 평론은 초기와 같은 신비주의적이고 심미적인 경향을 보인다. 초기 시를 묶어 시집 《회월시초(懷月詩抄)》(1937)도 발간했다.

### 태평양 전쟁 시기의 친일 문학

1939년 4월 8일자 매일신보. 오른쪽부터 박영희, 김동인, 임학수. 이들은 1939년 4월 자발적으로 황군위문단으로 중국 전선에 파견했다.

1938년 전향자 대표로 선출되어 도쿄에서 열린 시국대응전국위원회라는 행사에 참가한 것을 계기로 친일 활동에 앞장섰다. 귀국한 후 시국대응전선사상보국연맹을 결성하였고, 1939년 조선문인협회 간사, 1940년 국민총력조선연맹 문화위원, 1943년에는 조선문인보국회 간부를 지냈다. 김동인, 임학수와 함께 황군위문작가단에 포함되어 중국 전선에 파견된 뒤 기행문을 쓰기도 했다.
2002년 발표된 친일파 708인 명단과 친일 문학인 42인 명단, 2008년 민족문제연구소가 정리한 친일인명사전 수록예정자 명단 문학 부문에 포함되어 있다. 총 18편의 친일 작품명이 공개되었으며 친일반민족행위진상규명위원회가 발표한 친일반민족행위 705인 명단에도 포함되었다. 《매일신보》에 실은 〈국민문학의 건설〉(1940) 등 주로 태평양 전쟁 지원을 위한 문학의 역할을 강조하는 논설들이다.

### 광복과 한국 전쟁
광복 후 친일 경력 때문에 잠시 강원도 춘천으로 낙향, 1945년 12월 춘천공립중학교 교사로 근무하다 1946년 12월 사직했다. 1948년 3월부터 서울대학교 사범대학, 국민대학교, 홍익대학교 등에서 강사를 지냈다. 이후 좌익 경력을 가진 전향자 단체인 국민보도연맹에 가입하여 선도위원으로 정백과 함께 간부로 활동했다.
한국 전쟁 개전 초기에 서울을 점령한 조선인민군을 피해 피신하다가 체포되어 서울형무소에 수감된 것을 마지막으로 소식이 끊겼다. 납북된 것으로 추정 되나 북한에서의 행적은 전혀 알려지지 않았다.

## 참고자료
- 권영민 (2004년 2월 25일). 《한국현대문학대사전》. 서울: 서울대학교출판부. 348~350쪽쪽. ISBN 8952104617.
- 반민족문제연구소 (1995년 7월 1일). 〈박영희 : 카프문학의 맹장에서 친일문학의 선봉으로 (임규찬)〉. 《친일파 99인 (3)》. 서울: 돌베개. ISBN 8971990139.